# 't Nonnetje
't Nonnetje is een restaurant in Harderwijk dat een Michelinster kreeg toegekend in de perioden 2004-2007 en opnieuw in 2009-2014. Gastheer/eigenaar is Robert jan Nijland sinds februari 1998. In 2015 verdiende het restaurant een tweede Michelinster. GaultMillau gaf het restaurant 18 punten uit 20.
De chef-kok van 't Nonnetje is Michel van der Kroft, die aangenomen werd bij het restaurant in 2006. Hij nam de baan over van Omar Dahak die de Michelinster verdiende in 2004. Met zijn nieuwe chef-kok verloor het restaurant zijn ster (2007), maar het verdiende de ster opnieuw in 2009.Het restaurant heeft een volledige metamorfose ondergaan begin 2023.